# The Power of Conscience
The Power of Conscience er en amerikansk stumfilm fra 1913 af Theodore Wharton.

## Medvirkende
- Francis X. Bushman som Stanley Waters
- Dorothy Phillips som Dora Gordon
- Bryant Washburn som Byron Waters
- Frank Dayton som Gordon
- E.H. Calvert som Edward Hale